# Echenais penthides
Echenais penthides är en fjärilsart som beskrevs av Hans Ferdinand Emil Julius Stichel 1910. Echenais penthides ingår i släktet Echenais och familjen Riodinidae. Inga underarter finns listade i Catalogue of Life.